# Concoret
Concoret település Franciaországban, Morbihan megyében. Lakosainak száma 765 fő (2022. január 1.). Concoret Gaël, Paimpont, Mauron és Muel községekkel határos.

## Népesség
A település népességének változása:
| Lakosok száma | 683  | 668  | 626  | 754  | 735  | 735  | 734  | 737  | 750  | 765  |
|               | 1968 | 1982 | 1990 | 2006 | 2013 | 2015 | 2017 | 2019 | 2020 | 2022 |